# Гексагональний графіт
Гексагона́льний графі́т (рос. гексагональный графит, англ. hexagonal graphite) — термодинамічно стабільна (нижче 2660 К та 6 ГПа) форма графіту з АВАВ послідовностями графітних шарів. Кристалографічною ознакою цієї алотропної форми є просторова група d6h4– P63/mmc.